# Manipulateur morse

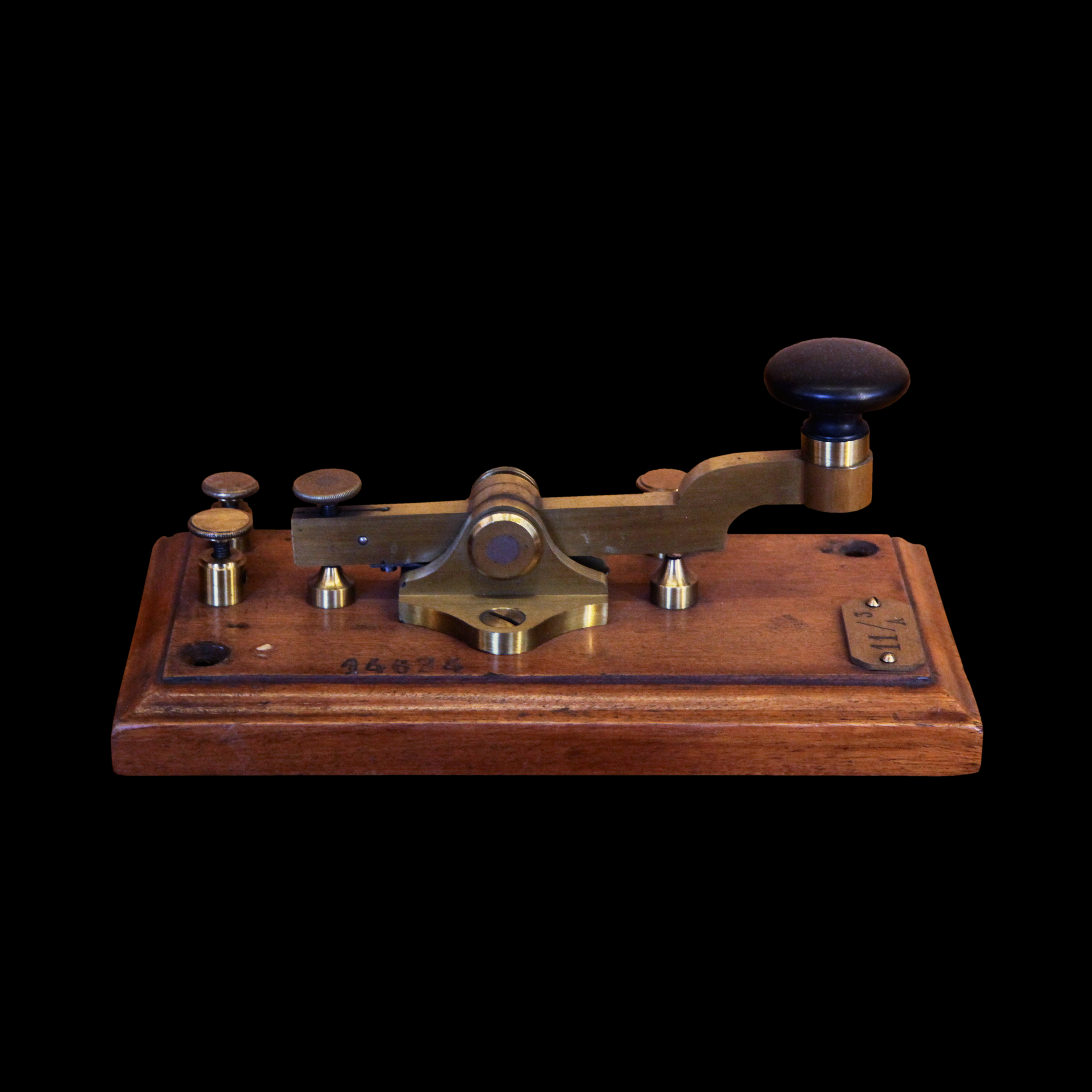
Manipulateur morse.

Un manipulateur morse est un dispositif de commutation qui permet à un opérateur de produire des signaux selon le code Morse international. Ces dispositifs sont utilisés en télégraphie, filaire ou sans fil.

## Historique

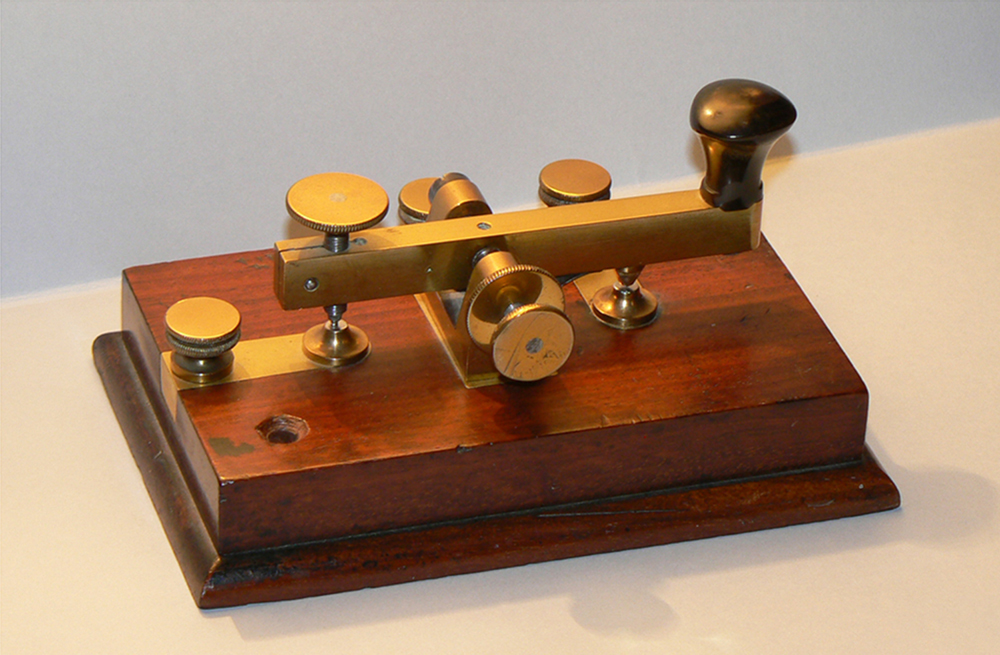
Clef télégraphique 1880.

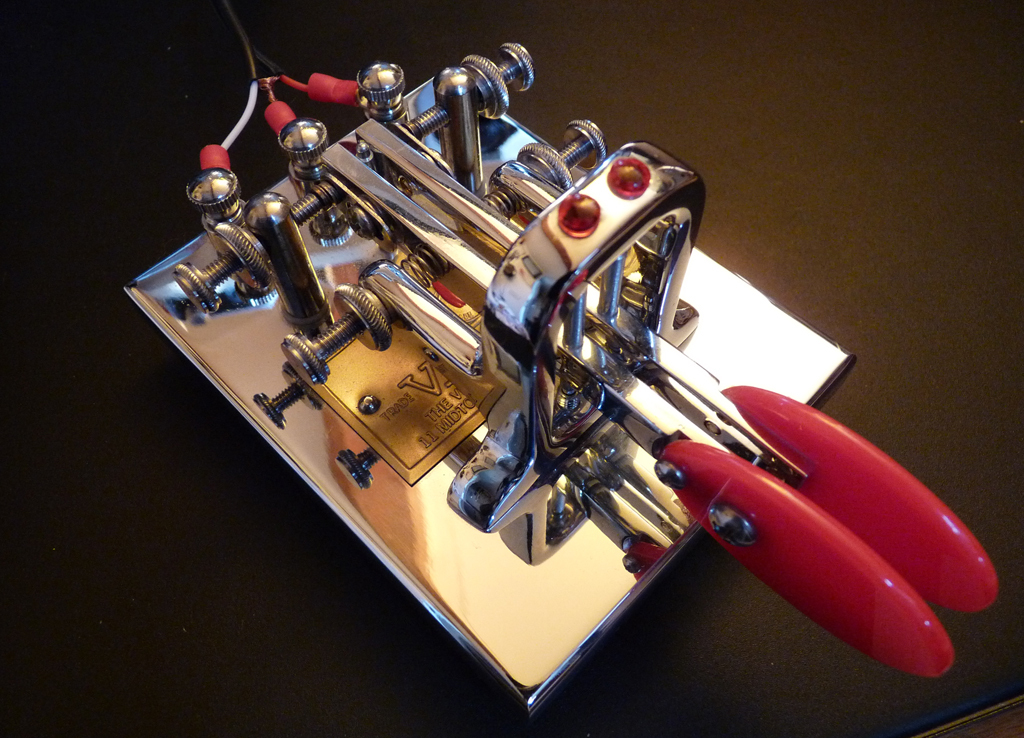
Clef double contact Vibroplex.

Le brevet d'un système télégraphique électrique — manipulateur, ligne, récepteur — est déposé en 1840 par Samuel Morse.
Louise Ramsey Moreau situe la naissance du manipulateur télégraphique, le 24 mai 1844 date de l'inauguration d'une ligne télégraphique entre le Capitole à Washington DC et le dépôt de chemin de fer de Baltimore (Maryland).
Évolutions :
- 1886 : Manipulateur à action horizontale, contact sur un côté, à droite ou à gauche : le Convertible Telegraph Key fabriqué par J. A. Maloney et A. G. Johnson (États-Unis) ;
- 1888 : Manipulateur à action horizontale, un contact à droite et à gauche : le Double Speed Key fabriqué par Bunnell Company. Les manipulateurs basés sur ce principe prendront le nom de side swiper aux États-Unis, et « double contact » en France (Double contact Dyna) ;
- 1903 : Manipulateur semi-automatique électromécanique : l’Autoplex inventé par Horace Martin et construit par United Electric Company (États-Unis)[3] ;
- 1905 : Manipulateur semi-automatique mécanique : le Vibroplex modèle Original inventé et construit par Horace Martin[4] ;
- 1940 : Manipulateur automatique électronique : la revue américaine QST présente un générateur automatique de points et de traits commandé par une clef télégraphique double contact. Les points sont générés par la fermeture du contact gauche et les traits par la fermeture du contact droit[5] ;
- 1959 : Manipulateur automatique électronique à transistor : James B. Ricks (1913-2001), indicatif W9TO, présente en mai 1959 le premier Manipulateur automatique électronique à transistor[6] ;
- 1961 : Manipulateur double contact, double palette : le Nikey conçu par Nicholas Lefor, indicatif W2BIQ, et construit par Lefor industries Connecticut (États-Unis)[7].

## Principe de fonctionnement

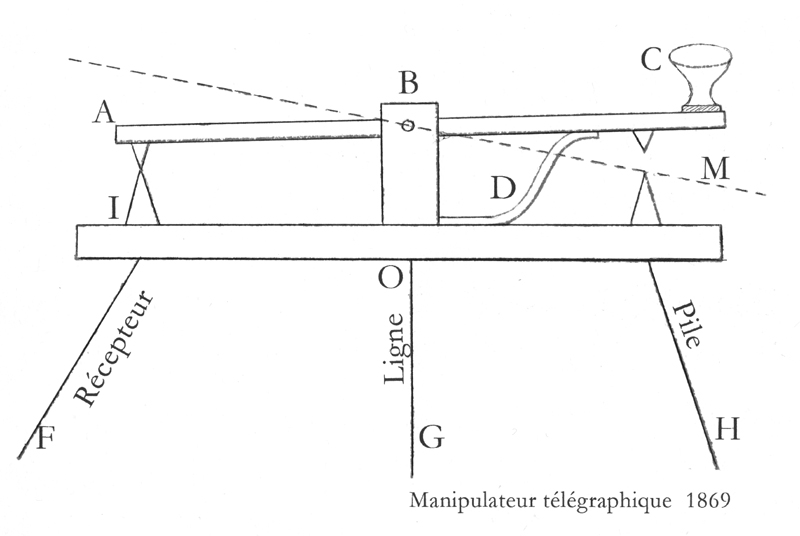
Schéma de principe

Explication du principe de fonctionnement d'un manipulateur télégraphique par le Capitaine Floridor Dumas en 1869 :

« Le manipulateur est composé d'un levier ABC (cf schéma de principe ci-contre) mobile autour du point B ; un ressort D maintient toujours la partie C élevée ; par suite au repos il y a un contact permanent à l'extrémité A, où la tête du levier appuie sur l'enclume I. Cette enclume est reliée au récepteur par un contact IF. À l'état de repos, le manipulateur est disposé pour la réception : le courant venant de l'autre extrémité de la ligne télégraphique arrive par le conducteur GO dans l'axe du levier, d'où il se rend en A et de là, par le conducteur IF dans le récepteur. L'interruption qui a lieu en M empêche le courant de prendre une autre direction. Lorsque l'on appuie sur le bouton C, le levier prend la position indiquée par un trait pointillé ; le contact a lieu en M et l'interruption en I. Le courant venant de la pile arrive par le conducteur HM, se rend en B et de là par OG, vers le récepteur du correspondant. […] En appuyant sur le bouton C on fait passer le courant ; en abandonnant ce bouton, le levier se relève et le passage du courant est interrompu. Ce sont ces alternatives de passage et d'interruption au rythme du code morse qui produisent les signaux. »

Quel que soit le type de manipulateur et l'évolution des techniques depuis cette époque, le principe fondamental reste identique.

## Types de manipulateurs
Les manipulateurs peuvent être de différents types, mais leur fonction de base reste la même : permettre à un opérateur de produire les points et les traits du texte à transmettre en code Morse international.

### Pioche oustraight key
La pioche est le plus simple et le plus ancien des manipulateurs. Une pioche est composée d'un bras, muni d'un bouton au-dessus et d'un contact en dessous. Ce bras peut pivoter légèrement selon un axe horizontal ; il est maintenu en position de repos horizontale par un ressort. Lorsque l'opérateur appuie sur le bouton, le contact situé sous le bras se ferme. Lorsque ce contact est fermé, un signal est envoyé. L'opérateur compose donc les points et les traits en appuyant plus ou moins longtemps sur le bouton. Ce manipulateur se manœuvre donc de haut en bas.
La pioche est un dispositif simple et robuste, mais les appuis répétés sur le bouton (action de piocher) posent deux problèmes. Tout d'abord, la vitesse de transmission est limitée à environ 20 mots par minute. De plus, aux débuts du télégraphe des opérateurs ont développé des troubles musculosquelettiques.

### Manipulateur à action latérale
Dans ce type de manipulateur (le Maniflex fabriqué par DYNA France et le Double Speed key ou sideswiper de BUNELL USA), le bras se déplace dans le plan horizontal (de droite à gauche). Le bras se trouve au centre, avec des contacts de chaque côté. Ainsi, un opérateur peut simplement générer une série de points en manœuvrant rapidement le bras d'un côté à l'autre. Ce type de manipulateur est rarement utilisé de nos jours, mais à peu près tous les manipulateurs perfectionnés sont basés sur un mouvement latéral.
Le Vibroplex est un célèbre manipulateur américain à déplacement latéral semi-automatique. Lorsqu'on presse le bras du côté gauche, le manipulateur fournit un contact continu qui convient pour émettre des traits. Lorsqu'on presse le bras du côté droit, un pendule horizontal est mis en mouvement. Ce pendule ferme périodiquement un contact, ce qui émet automatiquement une série de points. La vitesse d'émission des points est définie par la position du poids du pendule. Grâce au Vibroplex, un opérateur expérimenté peut atteindre les 40 mots par minute.
Dans les années 1950 à 70, il a été fabriqué en France un manipulateur de ce type, le VIBROMORS, vendu par le magasin RADIO-LUNE situé rue de la Lune, près de l’École Centrale de TSF qui formait les officiers radio de la marine et de l'aviation.
Le manipulateur électronique améliore le concept introduit par le Vibroplex. Lorsqu'on presse le bras d'un côté, le manipulateur génère une série de traits ; de l'autre côté il génère une série de points. La plupart des manipulateurs électroniques possèdent une mémoire de points, ce qui permet à l'opérateur de composer une séquence comme dah-di-dah plus rapidement qu'elle est émise. Ainsi, si l'opérateur a un point d'avance, le manipulateur génère une séquence de points et de traits parfaitement calibrée.

### Manipulateurs iambiques

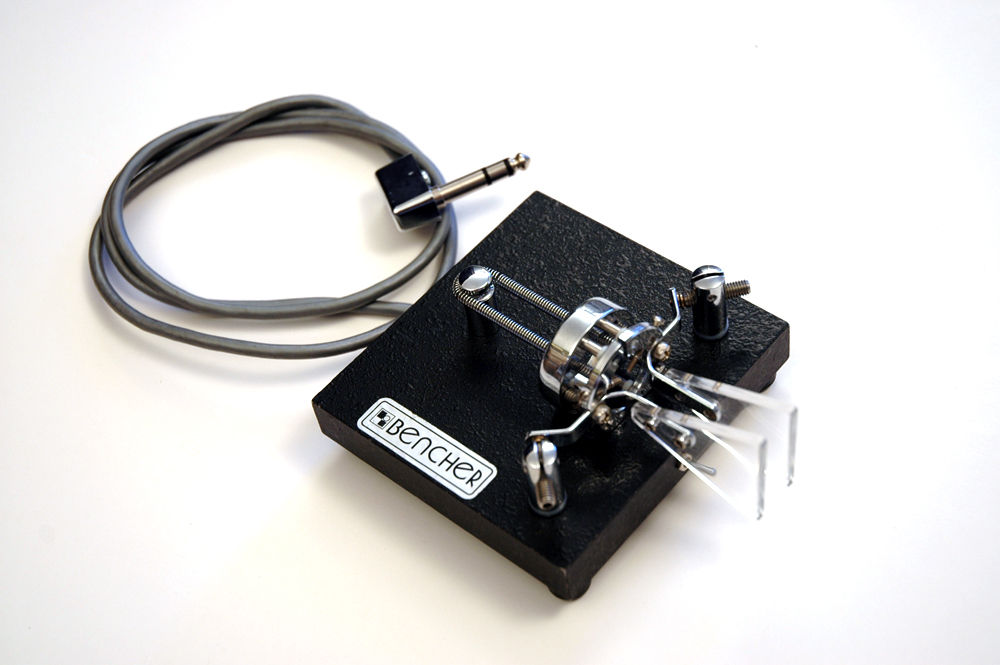
Manipulateur iambique Bencher.

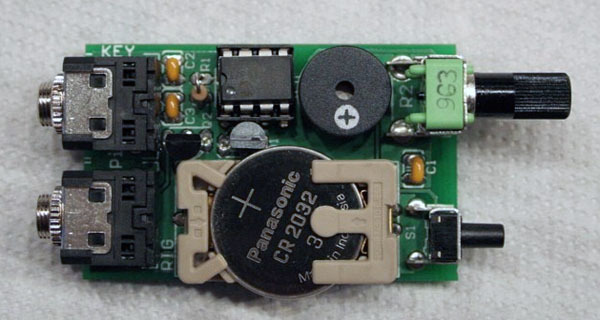
Circuit électronique pour mainipulateur iambique.

On appelle iambiques les manipulateurs à déplacement latéral qui possèdent deux bras (points à gauche, traits à droite) qui peuvent être pressés simultanément. Dans ce dernier cas, le manipulateur produit une alternance de points et de traits, de type dah-di-dah-di. De cette façon on peut facilement manipuler une lettre comme C en pressant simplement les deux bras en même temps. C'est une nette amélioration par rapport au manipulateur électronique non iambique, qui requiert quatre pressions successives pour manipuler un C.
Le terme iambique provient du vocabulaire de la scansion, où un ïambe désigne un pied formé d'une syllabe brève suivie d'une longue. De même, le morse repose sur des brèves (points) et des longues (traits).

## Folklore télégraphiste
En anglais, manipulateur se dit key. Pour cette raison, un opérateur télégraphiste décédé est affectueusement qualifié de silent key (manipulateur [devenu] silencieux).
De même, keying signifie manipulation. Par extension, ce terme est utilisé pour désigner de nombreux modes de modulation numériques (où une caractéristique du signal prend à chaque instant une valeur dans un ensemble discret) : on parle par exemple de frequency shift keying (FSK, modulation par déplacement de fréquence).